# Dracophyllum adamsii
Dracophyllum adamsii är en ljungväxtart som beskrevs av Donald Petrie. Dracophyllum adamsii ingår i släktet Dracophyllum och familjen ljungväxter. Inga underarter finns listade i Catalogue of Life.